# Communauté de communes du Sud (Mayotte)
Die Communauté de communes du Sud ist ein Gemeindeverband mit der Rechtsform einer Communauté de communes im französischen Überseedépartement Mayotte. Sie wurde am 28. Dezember 2015 gegründet und umfasst vier Gemeinden. Der Sitz befindet sich in Bandrele.

## Mitgliedsgemeinden
| Gemeinde                      | Einwohner 1. Januar 2022 | Fläche km² | Dichte Einw./km² | Code INSEE | Postleitzahl |
| ----------------------------- | ------------------------ | ---------- | ---------------- | ---------- | ------------ |
| Bandrele                      | 10.282                   | 36,56      | 281              | 97603      | 97660        |
| Bouéni                        | 6.189                    | 14,29      | 433              | 97604      | 97620        |
| Chirongui                     | 8.920                    | 28,76      | 310              | 97606      | 97620        |
| Kani-Kéli                     | 5.507                    | 20,59      | 267              | 97609      | 97625        |
| Communauté de communes du Sud | 30.898                   | 100,20     | 308              | –          | –            |